# Övre sundet
Övre sundet är en sjö i Norrköpings kommun i Östergötland och ingår i Motala ström-Söderköpingsåns kustområde. Sjön har en area på 0,117 kvadratkilometer och ligger 1,9 meter över havet. Sjön avvattnas av vattendraget Rönöån.

## Delavrinningsområde
Övre sundet ingår i det delavrinningsområde (648173-155422) som SMHI kallar för Mynnar i havet. Medelhöjden är 22 meter över havet och ytan är 18,12 kvadratkilometer. Det finns inga avrinningsområden uppströms utan avrinningsområdet är högsta punkten. Avrinningsområdets utflöde Rönöån mynnar i havet. Avrinningsområdet består mestadels av skog (59 procent), öppen mark (11 procent) och jordbruk (26 procent). Avrinningsområdet har 0,12 kvadratkilometer vattenytor vilket ger det en sjöprocent på 0,5 procent.